# Dolichoplomelas elongatus
Dolichoplomelas elongatus är en skalbaggsart som beskrevs av Stefan von Breuning 1957. Dolichoplomelas elongatus ingår i släktet Dolichoplomelas och familjen långhorningar.
Artens utbredningsområde är Madagaskar. Inga underarter finns listade i Catalogue of Life.